# 天川三蔵
天川 三蔵（三藏、あまかわ さんぞう、1844年3月5日（弘化元年1月17日） - 1916年（大正5年）12月25日）は、日本の政治家、衆議院議員（1期）。

## 経歴
摂津国、のちの大阪府大阪市北区中之島常安町（現中之島）で生まれた。
1883年（明治16年）西区仲之町会議員に当選。以後、連合町会議長、西区会議員、同区会議長を務めた。1894年（明治27年）日清戦争の澎湖列島占領の混成支隊に従軍した。
1895年（明治28年）大阪市会議員に当選。以後、大阪築港期成会委員、所得税調査委員長、憲政党大阪支部常議員、大阪築港商議員、大阪運河 (株) 顧問、大阪瓦斯顧問などに在任。1899年（明治32年）大阪府会議員に選出され、同参事会員も務めた。その後、西区衛生会幹事長、所得税審査委員、第5回内国勧業博覧会理事長などにも在任した。
1908年（明治41年）5月の第10回衆議院議員総選挙において大阪市選挙区から立憲政友会所属で当選する。衆議院議員を1期務め、1910年（明治43年）8月8日に重禁固の宣告を受けて衆議院議員を失職となった。以後の立候補はなく、1916年に死去した。